# Orgullo, Pasión y Gloria: Tres Noches en la Ciudad de México
Orgullo, Pasión, y Gloria: Tres Noches en la Ciudad de México – zapis koncertów amerykańskiej grupy muzycznej Metallica na znajdującym się w Meksyku stadionie Foro Sol. Koncerty odbyły się 4, 6 i 7 czerwca 2009 w ramach trasy koncertowej World Magnetic Tour. Pierwotnie zapis wideo dostępny był jedynie w Ameryce Południowej, ale wprowadzono go do sprzedaży również na północy Europy. Album wydano w czterech formatach:
- DVD z 19 utworami
- Blu-ray z takim samym zapisem wideo
- Digipak zawierający płytę DVD oraz dwa nośniki CD
- Edycje kolekcjonerską w opakowaniu zawierającym dwie płyty DVD oraz dwie płyty CD

Wydawnictwo zawiera również zapis wywiadów z członkami zespołu oraz napisy w języku hiszpańskim (dla materiału dostępnego w Brazylii – portugalskim). 22 września 2010 w Japonii do sprzedaży trafiła wersja kolekcjonerska albumu, zawierająca dwie płyty DVD i dwie płyty SHM-CD.

## Lista utworów
Opracowano na podstawie materiału źródłowego.
| Blu-ray/DVD 1 | Blu-ray/DVD 1                 | Blu-ray/DVD 1 |
| Nr            | Tytuł utworu                  | Długość       |
| ------------- | ----------------------------- | ------------- |
| 1.            | „Intro + The Ecstasy of Gold” | 3:25          |
| 2.            | „Creeping Death”              | 6:26          |
| 3.            | „For Whom the Bell Tolls”     | 5:30          |
| 4.            | „Ride the Lightning”          | 6:37          |
| 5.            | „Disposable Heroes”           | 8:30          |
| 6.            | „One”                         | 8:37          |
| 7.            | „Broken, Beat & Scarred”      | 7:04          |
| 8.            | „The Memory Remains”          | 5:06          |
| 9.            | „Sad But True”                | 6:29          |
| 10.           | „The Unforgiven”              | 6:17          |
| 11.           | „All Nightmare Long”          | 7:49          |
| 12.           | „The Day That Never Comes”    | 7:56          |
| 13.           | „Master of Puppets”           | 8:09          |
| 14.           | „Fight Fire with Fire”        | 5:06          |
| 15.           | „Nothing Else Matters”        | 7:13          |
| 16.           | „Enter Sandman”               | 6:44          |
| 17.           | „The Wait”                    | 4:25          |
| 18.           | „Hit the Lights”              | 3:44          |
| 19.           | „Seek & Destroy”              | 11:28         |
|               |                               | 2:06:35       |

| DVD 2 | DVD 2                     | DVD 2   |
| Nr    | Tytuł utworu              | Długość |
| ----- | ------------------------- | ------- |
| 1.    | „That Was Just Your Life” | 7:05    |
| 2.    | „The End of the Line”     | 7:50    |
| 3.    | „Holier Than Thou”        | 3:56    |
| 4.    | „Cyanide”                 | 7:07    |
| 5.    | „Blackened”               | 6:13    |
| 6.    | „Helpless”                | 4:29    |
| 7.    | „Trapped Under Ice”       | 4:34    |
| 8.    | „Turn the Page”           | 5:08    |
| 9.    | „The Prince”              | 4:39    |
| 10.   | „No Remorse”              | 4:33    |
| 11.   | „Fuel”                    | 4:00    |
| 12.   | „Wherever I May Roam”     | 6:53    |
| 13.   | „Harvester of Sorrow”     | 5:52    |
| 14.   | „Fade to Black”           | 7:26    |
| 15.   | „...And Justice for All”  | 10:03   |
| 16.   | „Dyers’ Eve”              | 4:43    |
|       |                           | 1:34:31 |

| CD 1 | CD 1                      | CD 1    |
| Nr   | Tytuł utworu              | Długość |
| ---- | ------------------------- | ------- |
| 1.   | „The Ecstasy of Gold”     | 1:57    |
| 2.   | „Creeping Death”          | 6:20    |
| 3.   | „For Whom the Bell Tolls” | 5:29    |
| 4.   | „Ride the Lightning”      | 7:09    |
| 5.   | „Disposable Heroes”       | 8:22    |
| 6.   | „One”                     | 9:05    |
| 7.   | „Broken, Beat & Scarred”  | 6:48    |
| 8.   | „The Memory Remains”      | 5:32    |
| 9.   | „Sad but True”            | 7:05    |
| 10.  | „The Unforgiven”          | 5:50    |
|      |                           | 1:03:37 |

| CD 2 | CD 2                       | CD 2    |
| Nr   | Tytuł utworu               | Długość |
| ---- | -------------------------- | ------- |
| 1.   | „All Nightmare Long”       | 8:04    |
| 2.   | „The Day That Never Comes” | 8:06    |
| 3.   | „Master of Puppets”        | 8:13    |
| 4.   | „Fight Fire with Fire”     | 6:48    |
| 5.   | „Nothing Else Matters”     | 5:57    |
| 6.   | „Enter Sandman”            | 8:18    |
| 7.   | „The Wait”                 | 4:16    |
| 8.   | „Hit the Lights”           | 6:33    |
| 9.   | „Seek & Destroy”           | 7:37    |
|      |                            | 1:03:52 |

## Twórcy
Opracowano na podstawie materiału źródłowego.
| Zespół Metallica w składzie - James Hetfield – wokal prowadzący, gitara rytmiczna, produkcja muzyczna - Kirk Hammett – gitara prowadząca, wokal wspierający - Robert Trujillo – gitara basowa, wokal wspierający - Lars Ulrich – perkusja, produkcja muzyczna | Inni - Dan Monti – montaż, miksowanie - Wayne Isham – reżyseria |

## Listy sprzedaży
Notowania
| Lista                   | Kraj      | Pozycja |
| ----------------------- | --------- | ------- |
| Oricon                  | Japonia   | 76      |
| Sverigetopplistan       | Szwecja   | 15      |
| Suomen virallinen lista | Finlandia | 2       |
| MegaCharts              | Holandia  | 22      |
| CAPIF                   | Argentyna | 2       |

Certyfikaty sprzedaży
| Organizacja | Kraj     | Status             |
| ----------- | -------- | ------------------ |
| ABPD        | Brazylia | 3x platynowa płyta |
| AMPROFON    | Meksyk   | platynowa płyta    |